# 南昌新四军军部旧址
28°40′14″N 115°53′27″E / 28.67056°N 115.89083°E
南昌新四军军部旧址位于中国江西省南昌市西湖区友竹路，2006年被列为第六批全国重点文物保护单位。
1937年10月，南方八省的红军和游击队整编为国民革命军陆军新编第四军，或称“国民革命军新编第四军”，简称新四军。1937年12月25日在湖北汉口建立军部（汉口新四军军部旧址），1938年1月6日移驻南昌，2月开始在安徽歙县岩寺镇集结部队（南方八省红军游击队集中地旧址），4月4日军部离开南昌，5月军部移至南陵县土塘村，7月进驻云岭地区（泾县新四军军部旧址）。
南昌新四军军部旧址原为张勋的公馆，建于1915年。新四军军部从1938年1月6日到4月4日一直在此办公，是新四军第一个正规军部所在地，可谓是新四军的诞生地。军部离开南昌后中共中央东南分局和新四军驻赣办事处从东书院街移驻此地，直至1939年3月南昌沦陷前夕。
南昌新四军军部旧址有7号、8号两栋楼房和一栋平房，总占地面积2350平方米。主楼（7号）为两层楼房，砖木结构，法国风格，占地592.6平方米，建筑面积1420平方米。

从2008年10月开始，南昌市对新四军军部旧址进行了全面维修，同时新建了一座建筑面积4833平方米的新陈列大楼、一个面积6800平方米的地下停车场和一个占地20亩的休闲园林广场。2011年7月1日南昌新四军军部旧址陈列馆新馆正式开放。
- 陈列馆
- 主楼（7号）
- 8号